# كانتون شافهوزن
كانتون شافهوزن. واحد من ثلاثة كانتون سويسرا المؤسسين للبلد.